# Lisier
Pour l’article ayant un titre homophone, voir Lizier.

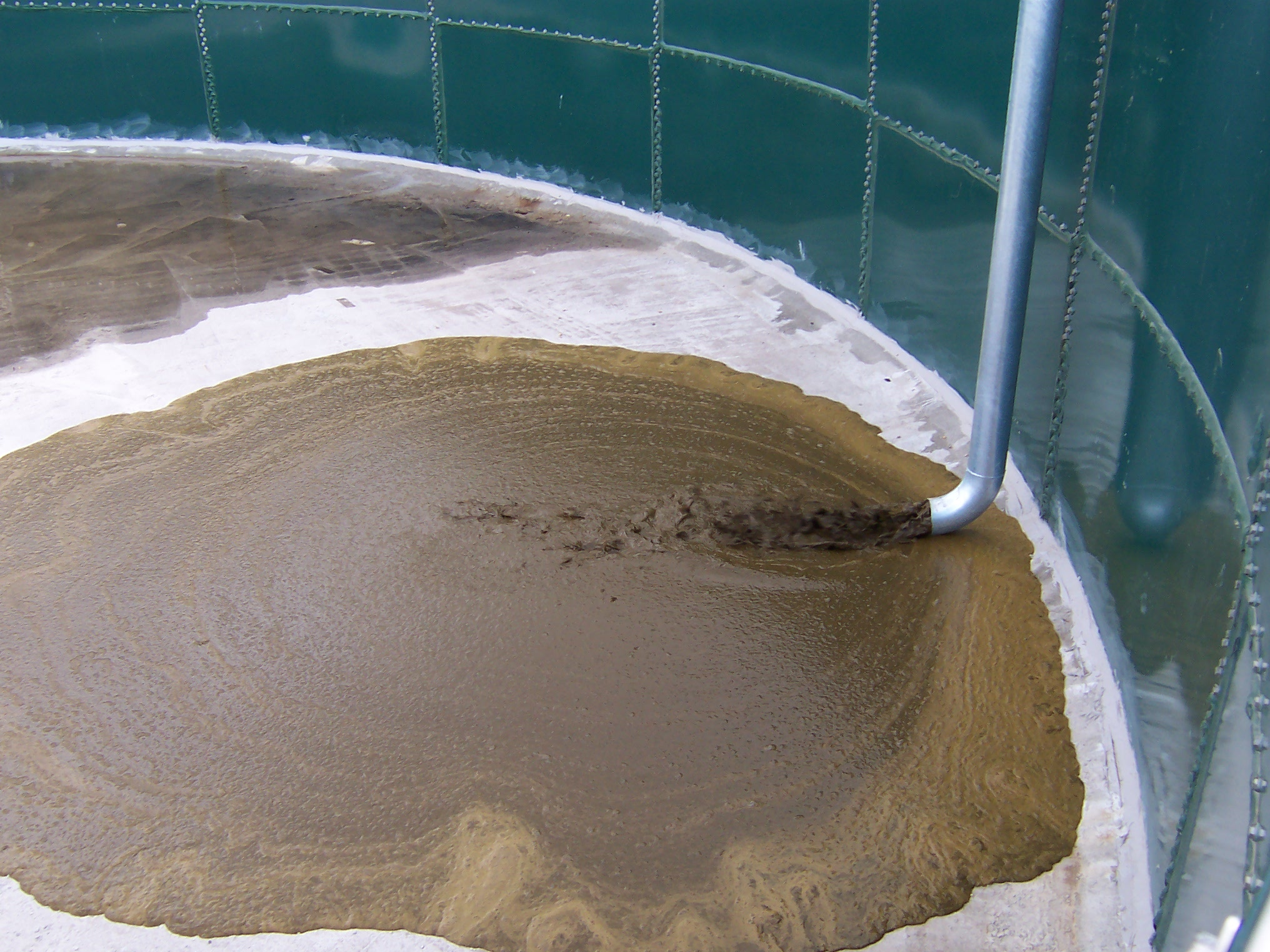
Remplissage par du lisier frais d'un silo à lisier ouvert

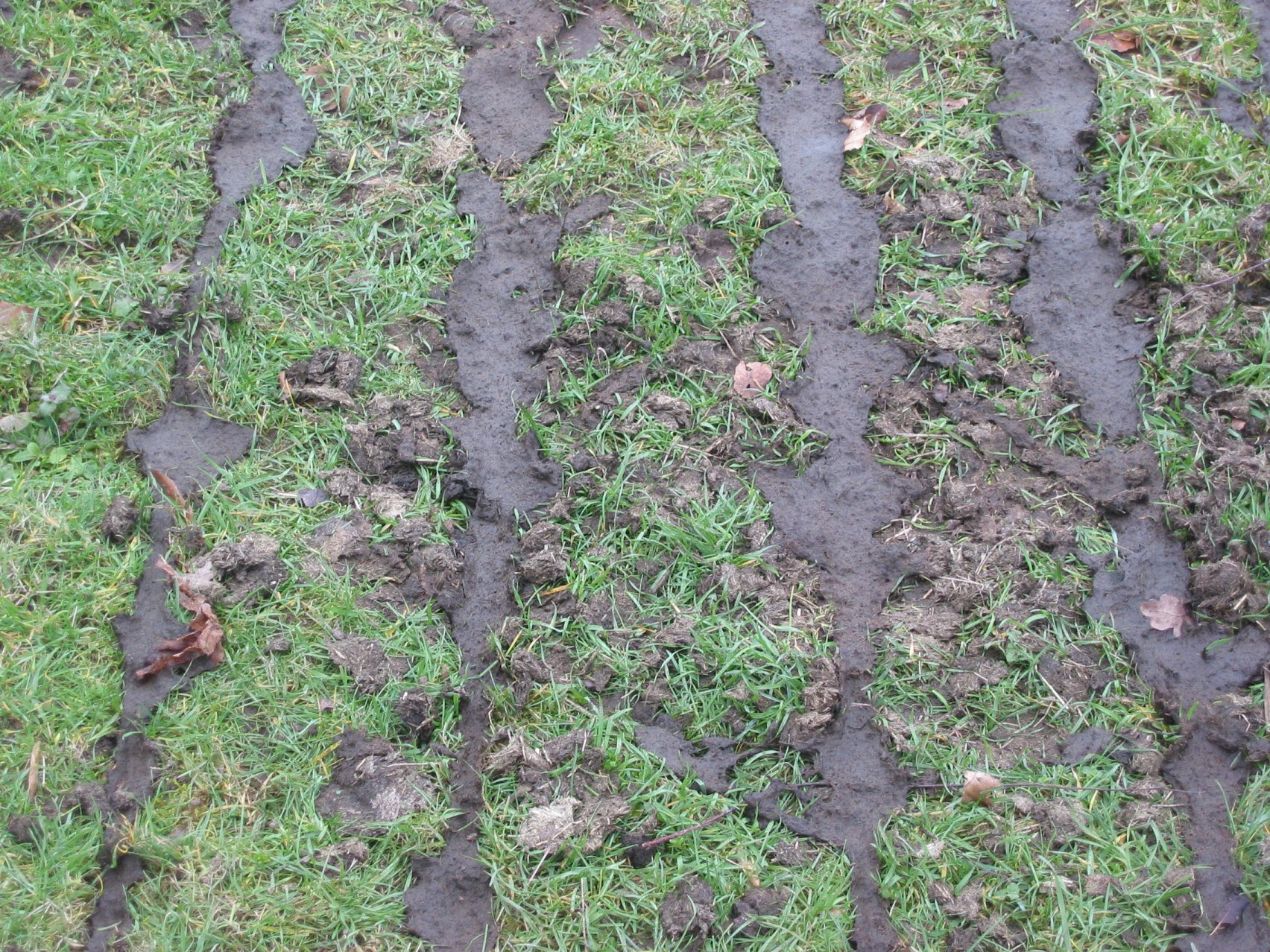
Lisier épandu dans un pâturage

Le lisier est un effluent agricole, mélange de déjections d'animaux d'élevage (urines, excrément) et d'eau, dans lequel domine l'élément liquide. Il peut également contenir des résidus de litière (paille) en faible quantité. Il est produit principalement par les élevages de porcs, de bovins y compris celui de vache laitière, et de volailles qui n'emploient pas, ou peu, de litière pour l'évacuation des déchets (dans le cas contraire, ils produisent du fumier). Le lisier peut s'utiliser comme engrais organique, et pose un problème d'élimination dans le cas des élevages hors-sol (par exemple sur caillebotis) concentrés dans un faible périmètre. Son stockage et son utilisation (fertilisation, méthanisation) sont précisément réglementés en Europe à cause des risques de pollution.
Dans la loi européenne, le lisier est défini par : « tout excrément et/ou urine d'animaux d’élevage, avec ou sans litière, ou guano ».

## Production et composition des lisiers
En France, en 2002, les déjections d'élevage animal incluant fumiers et lisiers représentaient au total 275 millions de tonnes, soit la moitié du total des déchets produits (570 millions de tonnes). Toutefois, les lisiers étant composés à plus de 90 % d'eau, la proportion ramenée aux matières sèches est nettement plus faible. Au total, les lisiers porcins produits en France en une année représentent ainsi environ 20 millions de tonnes.
Concernant la production par animal, les chiffres sont très variables, et dépendent non seulement des animaux concernés, mais aussi, pour un animal tel que le porc, de son stade d'élevage, de la qualité de sa nourriture et des techniques d'élevage. Le volume des déjections est augmenté par l'eau de lavage des installations. Une truie peut produire jusqu'à 20 litres de déjections par jour, soit 25 litres après lavage, tandis qu'un porcelet en phase de post-sevrage ne produira que deux litres environ. Pour un canard, le chiffre est de 0,3 litre par jour.
Le lisier de porc contient des dérivés de l'azote, du phosphore, du potassium, mais aussi du calcium, du magnésium, du sodium, ainsi que des oligo-éléments : cuivre, zinc, manganèse, fer, soufre, bore, molybdène. Le cuivre et zinc (ajoutés comme complément alimentaire dans la nourriture des porcs) sont parfois si concentrés qu'ils rendent le lisier polluant pour le sol et les plantes, et/ou interférent avec le processus de méthanisation des lisiers.
L'IFIP considère qu'en moyenne, un élevage de naisseur-engraisseur de 100 truies, produit par an, 7 870 kg d'azote et 5 496 kg de phosphates (P2O5).
En fonction du mode de stockage, une partie importante de l'azote peut s'évaporer dans l'atmosphère sous forme de composés ammoniacaux et après fermentation les déjections libèrent du méthane, le maximum étant atteint lorsque le stockage se fait sous forme de tas de fumiers traditionnels, pour les volailles où lorsque le lisier est exposé à l'air libre.
Lorsque la voie de l'épandage est retenue, les agriculteurs doivent procéder à des analyses pour déterminer le taux de matière sèche, afin de ne pas surdoser les épandages et d'autre part pour veiller à ce qu'il n'y ait pas de déséquilibre flagrant dans la composition du lisier. L'Institut technique du porc relayant une étude de 1999 montrait qu'aux doses habituellement pratiquées, de 170 kg d'azote par hectare, la teneur en cuivre et zinc se rapprochait ou dépassait les normes préconisées par le label écologique européen. Cela vient du fait que ces oligo-éléments favorisent la croissance des porcs, et étaient introduits dans l'alimentation par les fabricants, bien que le zinc ne soit pas censé être utilisé à cet effet. Le même auteur indique qu'aux États-Unis, l'utilisation du zinc était nettement plus courante, alors qu'aux Pays-Bas, les chiffres constatés étaient environ trois fois moindres, du fait d'une législation plus restrictive.

## Stockage du lisier

### Gros réservoirs circulaires en béton (silos à lisier)

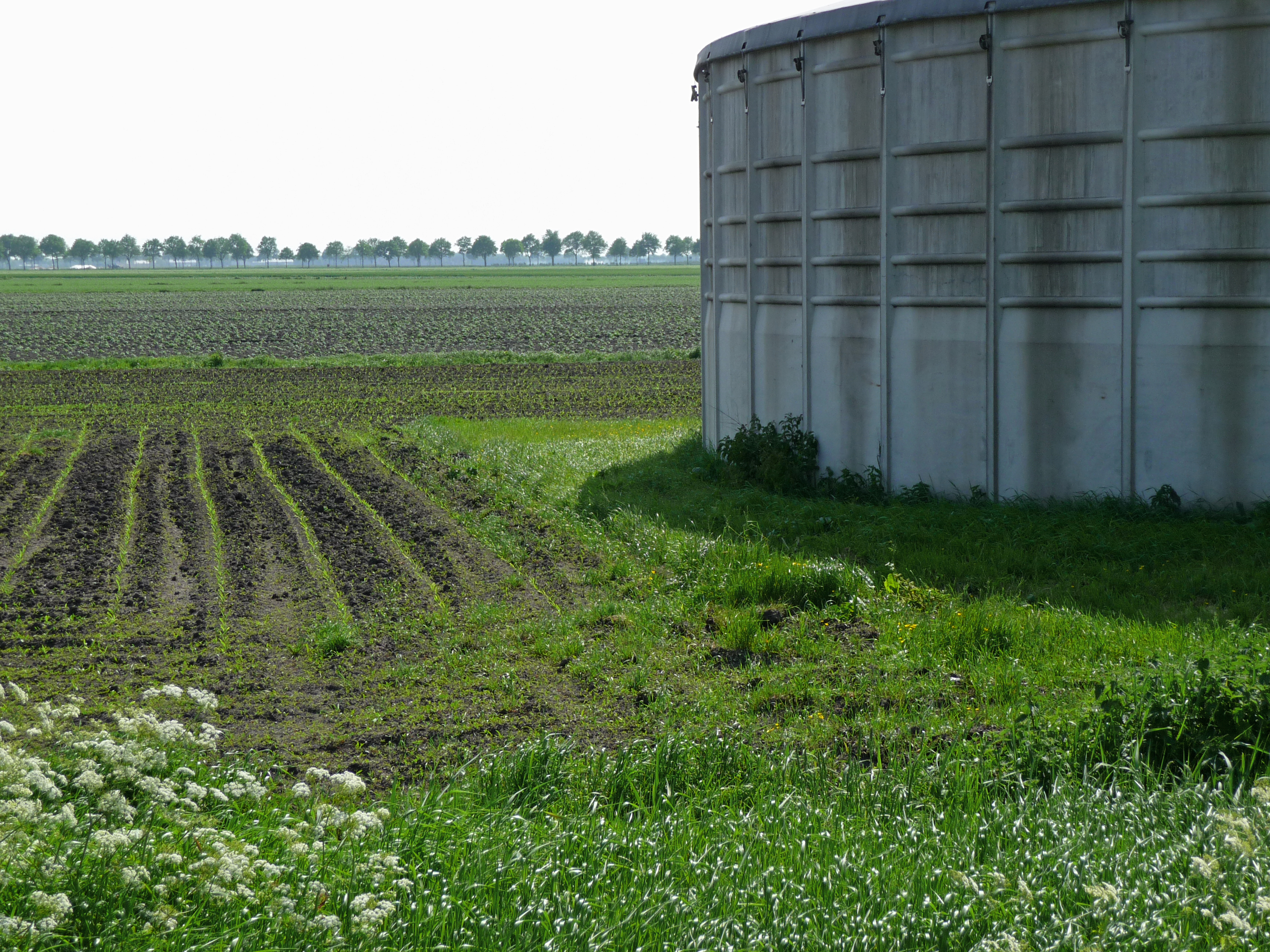
Un silo de stockage de lisier aux Pays-Bas.

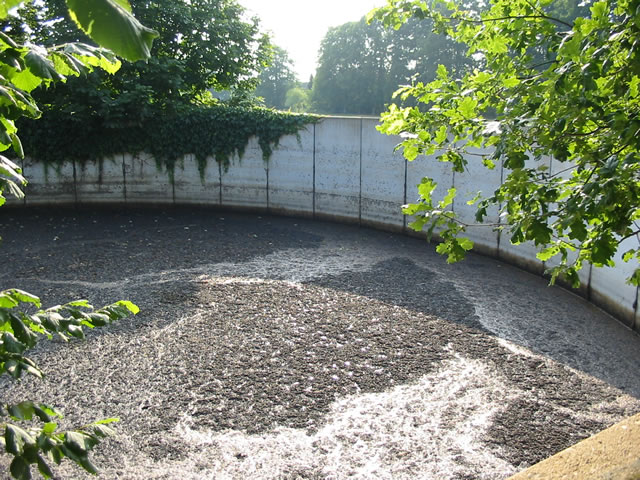
Formation d'une croute en surface dans un silo à lisier ouvert

La structure la plus fréquente est le réservoir circulaire réalisé en juxtaposant des éléments de béton armé précontraint généralement ceinturés de bandes d'acier. C'est le type de construction qui fait l'usage le plus efficace du béton et de l'acier d'armature ; les barres d'acier résistent aux pressions vers l'extérieur exercées par le lisier lorsque le réservoir est plein et les parois de béton, conjuguées à la forme circulaire du réservoir, résistent à la poussée du sol lorsque le réservoir est vide.
Les réservoirs circulaires en béton peuvent être complètement souterrains ou être partiellement ou totalement hors-sol. L'agitation et le pompage sont habituellement assurés par une pompe placée dans le haut du réservoir et actionnée par la prise de force d'un tracteur. Si le réservoir est partiellement ou totalement hors-sol, il faut alors prévoir des rampes d'accès pour permettre au tracteur d'atteindre la pompe. Certains exploitants installent un bras articulé qui permet d'actionner la pompe d'une certaine distance en contrebas. Le système d'agitation et de pompage peut aussi être entraîné par des moteurs électriques.
Ces réservoirs ont des profondeurs qui varient entre 3 et 5 m, la profondeur la plus fréquente étant 3,6 m. Leur diamètre peut aller de quelques mètres pour des silos anciens et jusqu'à 48 m actuellement. Comme la capacité d'un tel réservoir n'est habituellement pas extensible, il vaut mieux prévoir une capacité suffisante pour que le réservoir puisse éventuellement répondre aux besoins accrus de la ferme.

### Réservoirs rectangulaires en béton
On opte pour un réservoir rectangulaire lorsque le réservoir doit se situer sous un bâtiment abritant des animaux, qu'il doit être couvert ou lorsque l'espace disponible ne permet pas la construction d'un réservoir circulaire. Les parois verticales des réservoirs rectangulaires en béton doivent pouvoir résister à des contraintes considérables. Le plus souvent, on supporte ces parois en les surmontant d'un toit ou d'un caillebotis ou en les concevant comme des murs de soutènement (murs cantilevers ou à contreforts) .
Certains vices de conception ou de construction d'un réservoir rectangulaire souterrain peuvent entraîner l'affaissement des parois vers l'intérieur lorsque le réservoir est vide.

### Réservoirs circulaires en acier vitrifié
Les réservoirs circulaires en acier vitrifié (acier émaillé) de grand diamètre font habituellement partie d'un système complet vendu avec la canalisation de transfert ainsi que le matériel de pompage et d'agitation. Ce système a une capacité extensible et peut même être déplacé.

### Réservoirs circulaires en géomembrane
Ces réservoirs sont assez peu onéreux et rapidement montés ; la géomembrane (ou toute enveloppe en polymères souple et résistante) est maintenue par un treillis d'acier galvanisé ou des tôles d'acier galvanisé. Ils sont en moyenne moins grands que les silos en béton.

### Réservoirs souples (ou citerne souple)
L’aménagement de réservoirs en membrane souple simplement posés sur une dalle à l’avantage d’avoir une capacité extensible jusqu’à 1500 m3 et une mobilité. C’est une solution facile à installer vendus avec les accessoires et les équipements nécessaires au transfert et de pompage. Ce type de solution peut être utile dans un environnement où il est difficile d’entreposer un moyen de stockage rigide. En effet, l’atout majeur d’une citerne souple est qu’elle peut être conçue sur mesure et peut prendre toutes les formes souhaitées… Ce type de structure offre aussi l'avantage de pouvoir être vidangé par le haut, ce qui élimine la nécessité d'une canalisation d'évacuation située sur les côtés ou au fond.

### Fosses en terre
L'aménagement d'une fosse en terre est possible si les conditions de sol et la hauteur de la nappe phréatique et du sous-sol le permettent. Normalement, la profondeur de ces fosses rectangulaires aux parois en pente varie entre 3 et 4,2 m (10 et 14 pi). Leurs parois ont une pente de 1:2 (hauteur:largeur). Comme ces parois en pente augmentent la surface exposée aux précipitations, il faut prévoir un volume de liquide de 20 % supérieur. Ce volume de liquide additionnel entraîne une augmentation des coûts au titre des épandages.
Étant donné que la structure des fosses en terre dépend des caractéristiques du sol et de l'étanchéité des surfaces, il est important de faire toutes les vérifications nécessaires pour prévenir les pertes par infiltration et protéger ainsi l'environnement. La LGEN exige que la conception de toute structure de stockage en terre nouvellement construite ou agrandie soit confiée à un ingénieur ou à un géologue possédant l'expertise voulue pour garantir qu'on procède à des essais convenables et qu'on utilise les bonnes techniques de construction.
La vidange d'une fosse en terre s'effectue à partir d'une plate-forme, au moyen d'une pompe à arbre vertical ou à partir des côtés en pente, au moyen d'une pompe à arbre d'hélice incliné. Prendre garde, au cours de l'agitation, de ne pas provoquer l'érosion des parois en terre.
Si le sol n'a pas une teneur suffisante en argile, envisager l'installation d'un revêtement artificiel. Le revêtement peut être un enduit d'argile, de bentonite ou de plastique. Veiller à ce que le revêtement soit suffisamment protégé de la turbulence pendant l'agitation.

### Systèmes à cellules de stockage multiples
Une série de deux ou trois cellules de stockage utilisées en séquence forment un système à cellules de stockage multiples. Un tel système traite en partie le Lisier en permettant à la matière sèche de se déposer et de se séparer du lisier dans les deux premières cellules.
Le lisier est transféré du bâtiment d'élevage à la première cellule de stockage. Quand celle-ci est pleine, le lisier déborde dans la deuxième structure. Grâce à ce système, le gros de la matière sèche contenue dans le lisier se dépose dans la première cellule, de telle sorte que le lisier qui se trouve dans la deuxième aura une faible teneur en matière sèche. La teneur en matière sèche sera encore plus faible dans la dernière cellule si le système compte trois cellules.
On a recours aux systèmes à cellules de stockage multiples pour un certain nombre de raisons. Une très grosse structure peut être difficile à agiter, ce qui peut compliquer le retrait des sédiments qui s'y sont déposés. Dans les fermes qui utilisent des systèmes à cellules de stockage multiples, normalement seule la première cellule doit être agitée au moment de l'épandage.

### Systèmes avec chasse d'eau
Certaines fermes laitières utilisent un système avec chasse d'eau. Ce système, qui compte plusieurs cellules de stockage, pompe le liquide de la dernière cellule jusqu'à un réservoir surélevé. Le réservoir libère le liquide d'un seul coup à la tête des allées du bétail. Cette chasse d'eau évacue le Lisier jusque dans une fosse de réception. Le contenu de la fosse est ensuite pompé ou évacué par drainage dans la première cellule de stockage. La capacité totale des systèmes de ce genre est habituellement de 40 % supérieure à celle d'un système à réservoir unique.
Des études indiquent que l'élimination du Lisier frais réduit considérablement la teneur en agents pathogènes. L'utilisation de systèmes à cellules de stockage multiples pourrait être un moyen de réduire les agents pathogènes en permettant à l'exploitant d'exclure le Lisier frais des réservoirs contenant les matières prêtes pour l'épandage.

## Épandage et aspects environnementaux

### Éléments minéraux

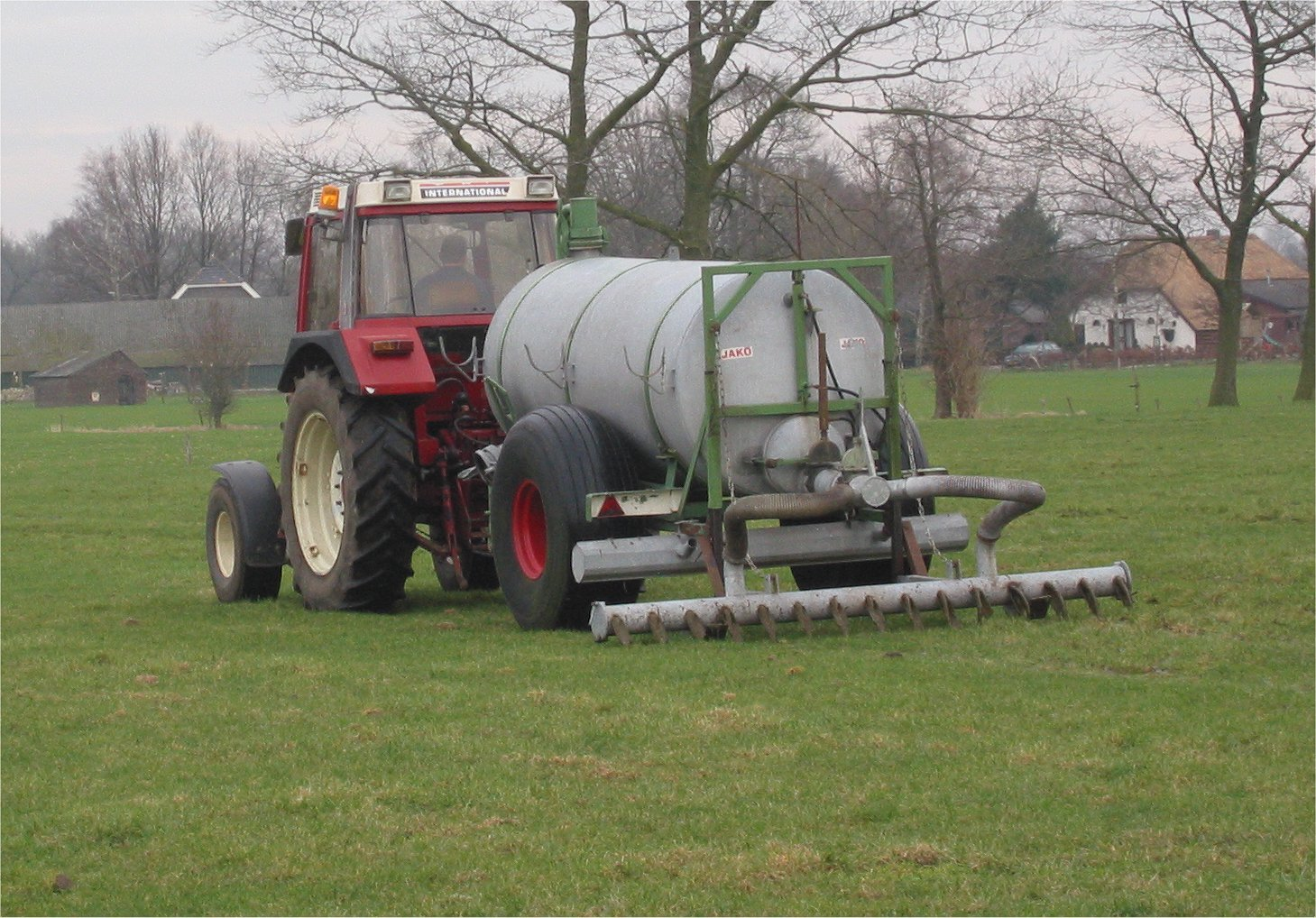
Épandage de lisier dans une prairie.

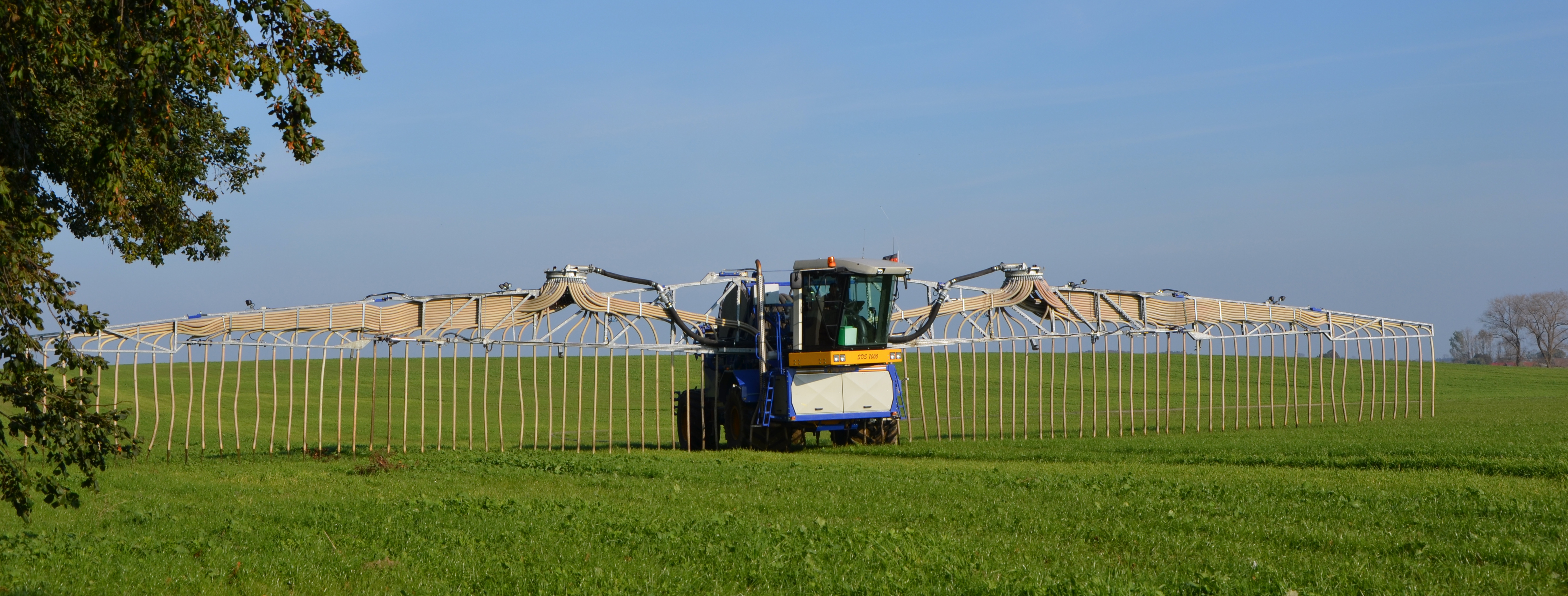
Épandeuse à lisier Agrometer à pendillards. Fonctionne en déroulant ou enroulant un tuyau souple directement relié à la fosse à lisier (pour très gros élevages)

L'épandage de lisier permet principalement un apport d'azote, phosphates et potassium (N-P-K): N / P2O5 / K2O = 3,5 / 2,1 / 2,5 kg/tonne typiquement pour un lisier de porc charcutier. L'azote s'y trouve sous forme ammoniacale (NH3 / NH4+) qui s'évapore ou est fixée par le sol, ou organique qui peut être rapidement minéralisée. L'azote ammoniacal est rapidement transformé en nitrites (NO2–) puis en nitrates  (NO3–) solubles. Cet azote en solution peut être utilisé par les plantes ou bien être entraîné par les eaux de surface ou dans le sol. Il participe au cycle de l'azote, un élément indispensable à la croissance des plantes sur place dans le sol, mais peut aussi participer à la pollution des eaux de surface et des aquifères profonds lorsqu'il est lixivié par la pluie et puis transporté par les eaux de ruissellement et d'infiltration. L'excès de nutriments (N-P-K) provoque l'eutrophisation des cours d'eau et des estuaires. Le lisier est considéré comme le principal responsable des marées vertes en raison d'épandages excessifs. 

#### Eutrophisation et marées vertes
Les épandages réalisés en période de pluie ou avant que les plantes aient pu absorber les nitrates posent problème : un afflux d'eau peut directement lessiver les nitrates et des micro-organismes vers les nappes phréatiques et les cours d'eau et provoquer des phénomènes d'eutrophisation, lorsque l'excès d'éléments nutritifs dans l'eau provoque la prolifération d'algues et de végétaux (marées vertes sur les littoraux).

#### Éléments traces métalliques
Le lisier contient aussi des éléments traces métalliques en quantité significative, notamment du cuivre dans le cas du lisier de porc.

### Pollution biologique
La pollution est aussi biologique. Certains lisiers contiennent des œufs ou propagules de parasites et des microbes intestinaux, des résidus médicamenteux actifs, par exemple des perturbateurs endocriniens ou biocides.
Le lisier de porc contient des bactéries de la flore fécale porcine, dont certaines sont pathogènes pour l'être humain comme Salmonella, Campylobacter ou encore Yersinia enterocolitica. Le risque sanitaire présenté par ces bactéries est important surtout dans le cas des lisiers utilisés comme épandage pour des végétaux destinés à être consommés crus. Les traitements subis par le lisier lors de son stockage ont entre autres pour objectif de diminuer la quantité de ces bactéries, cependant les effets de ceux-ci peuvent être surestimés. En particulier, la durée de stockage a peu d'effet sur la persistance des bactéries. Lors de l'épandage, le lisier contient généralement encore des agents pathogènes.

### Accidents
La pollution au lisier en cours d'eau entraîne une eutrophisation qui provoque rapidement l'asphyxie des poissons ; l'ammoniaque qu'il contient est en outre toxique pour les organismes aquatiques.
La fédération de pêche du Finistère recense une cinquantaine de pollutions de cours d'eau sur cinq années, touchant le Jet, la Flèche, le ruisseau de la pointe du Millier, le Quillimadec, le Jaudy, la Penzé, le Bélon. L'analyse des données du Bureau d'analyse des risques et pollutions industriels (Barpi) montre une forte hausse des fuites de lisier dans les élevages porcins bretons de 2008 à 2019, dont 75 % entraînent la pollution d'un cours d'eau. Les accidents sont dus dans 50 % des cas à une erreur humaine, dans 44 % à un défaut matériel, dans 11 % aux intempéries. Dans 75 % des cas est identifié un problème de gestion des risques : les installations sont propices à la survenue d'accidents, les ouvriers mal formés ou la surveillance est absente.
Les associations de protection de l'environnement mettent en cause une répression peu dissuasive voire inexistante, favorisant la comparution sur reconnaissance préalable de culpabilité plutôt que la poursuite pénale, y compris lorsque d'autres exploitations agricoles ou marines (conchyliculteurs) sont victimes de ces pollutions. Elles pointent également des intimidations et menaces.

### Prévention
Pour limiter ces pollutions, les gros élevages doivent disposer de surfaces d'épandage suffisantes ou envisager des mesures d'exportation ou d'autres formes de valorisation ou de recyclage.
Des mesures sont mises en œuvre :
- les élevages doivent pouvoir stocker tout le lisier qu'ils produisent jusqu'à la fin de la saison pluvieuse ;
- la prise en compte de la valeur fertilisante des lisiers et des fumiers a été améliorée par la formation et l'information des agriculteurs afin qu'ils limitent les apports totaux d'azote - par les lisiers, fumiers mais aussi les engrais chimiques - aux stricts besoins des plantes ; toutefois des cultures comme le maïs irrigué sont réputées valoriser des fumures azotées très élevées[15].
- des épandeurs à lisier (à rampe basse ou à pendillards) permettent une application homogène et précise – même à petites doses – à ras de sol ou à faible hauteur. Ils peuvent être équipés d’enfouisseurs qui assurent l’incorporation simultanée du lisier au sol[10], procédé cependant coûteux.

Un système parfois qualifié de « lisiothermie » permet dans les grandes porcheries industrielles de récupérer les calories du lisier (chaleur fatale) pour chauffer une partie de la porcherie tout en refroidissant le lisier, via une pompe à chaleur, ce qui permet de stocker momentanément le lisier avec peu d’odeur et d’émission d’ammoniac, en attendant par exemple de l'envoyer vers un digesteur.

## Procédé humicolae
Le procédé humicolae est un équipement de traitement des lisiers notamment de volailles et de canards.
Il est composé d'un dispositif de séparation d'une partie des matières solides, et éventuellement d'un traitement de la partie liquide, avec alternance de phases d'aérobies et d'anaérobies pour assurer la dégradation des matières organiques et azotées puis la transformation des nitrates en azote gazeux (N2) (phases anaérobies), suivi d'un bassin de décantation.
L'objectif du traitement est de limiter les rejets polluants et/ou les volumes d'effluents d'élevage à épandre. Le lisier contient 90 % d'eau et 10 % de matière organique[réf. souhaitée].